# Beaulieu-sur-Loire
Beaulieu-sur-Loire là một xã trong tỉnh Loiret, vùng Centre-Val de Loire bắc trung bộ nước Pháp. Xã này nằm ở khu vực có độ cao từ 130-260 mét trên mực nước biển.